# Empfindung
Empfindung ist heute vor allem ein neurophysiologisch und neuropsychologisch definierter Begriff. Er hat damit Eingang in die Medizin und Biologie gefunden als durch Reizeinwirkung hervorgerufener Elementarvorgang, der nach den Vorstellungen der Assoziationspsychologie zur Wahrnehmung wird. Unter Empfindung wird somit eine Vorbedingung der Wahrnehmung und eine erste Stufe solcher neuronaler Vorgänge verstanden, die letztlich Wahrnehmung ermöglichen (Sinnlichkeit). Als früher Beitrag zur Elementarlehre der Empfindung kann die Theorie der Spinalirritation von Wilhelm Griesinger (1817–1868) gelten. Empfindungen können daher im Gegensatz zur Apperzeption auch unterschwellig bzw. unbewusst und vegetativ verarbeitet werden. Der umgangssprachliche Begriff, der eine lange Begriffsgeschichte aufweist, ist dabei auch von dem in der Philosophie, Psychologie und Psychopathologie wissenschaftlich definierten Terminus zu unterscheiden.

## Etymologie
Der Begriff Empfindung ist seit dem 14. bis 15. Jahrhundert belegt (spätmhd. emphindunge) Im Deutschen gilt die Bezeichnung, die auch in dem Verb „empfinden“ (ahd. intfindan 8.–11. Jahrhundert) anzutreffen ist, als Ausdruck von seelischen Gefühlen, wie Schmerz, Reue, Freundschaft empfinden. Sie ist als Wortstamm auch in der Bezeichnung Empfindsamkeit als Terminus für eine literarische und musikalische Stilrichtung im Umfeld des Pietismus enthalten.

## Philosophie
Eine erkenntnistheoretische Richtung, die von der Empfindung als grundlegenden Elementen ausgeht, aus denen Erkenntnis zusammengesetzt ist, wird in der Philosophie als Sensualismus (englisch sensation) bezeichnet. Während der allgemeine Sprachgebrauch in Deutschland die Empfindung eher als innere Erfahrung auffasst – vgl. Kapitel Etymologie, wurde durch die englische Philosophie, vornehmlich durch John Locke (1632–1704), auf die Bedeutung der „äußeren“ Erfahrung hingewiesen, während David Hume (1711–1776) auch auf die „innere“ Erfahrung Wert legte. Diese gegensätzlichen Sichtweisen bestimmen die Unterscheidung der Erkenntnisse a priori und a posteriori.
Bereits Gottfried Wilhelm Leibniz (1646–1716) betont die Selbsttätigkeit der Seele und spricht in diesem Zusammenhang von Empfindung.
Immanuel Kant (1724–1804) nennt das Reale als den Gegenstand der Empfindung, die Empfindung selbst ein Zusammenspiel von Begriff und Anschauung (KrV B 207). Es heißt an dieser Stelle: „Wahrnehmung ist das empirische Bewußtsein, d. i. ein solches, in welchem zugleich Empfindung ist“. Weiter sagt Kant, Empfindung sei die Materie der Wahrnehmung (KrV B 209). Empfindung sei nur der Begriff von etwas innerhalb der Erfahrung, von welchem wir „nichts a priori haben, als unbestimmte Begriffe der Synthesis möglicher Empfindungen, sofern sie zur Einheit der Apperzeption (in einer möglichen Erfahrung) gehören“ (KrV B 751). Kant unterscheidet zwischen Vorstellung überhaupt (representatio) als oberster Gattung aller Vorstellungen (KrV B 376) und weiteren darunter zusammengefassten Begriffen. Dazu zählen:
1. Die Vorstellung mit Bewusstsein: Sie wird von Kant lat. perceptio bezeichnet.
2. Die Empfindung: Diese ist nach Kant eine Vorstellung, die sich lediglich auf das Subjekt als die Modifikation seines Zustandes bezieht. Sie wird von ihm lat. sensatio genannt (B 376).
3. Die objektive Perzeption: Sie ist nach Kant Erkenntnis, lat. cognitio.

Eine eigene Lehre der Empfindung hat Johann Gottfried Herder (1744–1803) aufgestellt. Anstatt einer Kritik der Vernunft forderte er zuerst eine Physiologie der menschlichen Erkenntniskräfte. Auf den Einwand einer Physiologie des menschlichen Verstandes, wie er bereits von John Locke (1632–1704) erhoben worden war, geht Kant in seiner Kritik der reinen Vernunft bereits zu Anfang ein (KrV, A IX). Die Marburger Schule hat zum Begriff der Empfindung einen eigenen Standpunkt entwickelt.
In neuerer Zeit ist nicht nur in der Erkenntnislehre von Wilhelm Dilthey, Johannes Rehmke, Andreas Joseph Hofmann, Theodor Haering, sondern auch in der Psychologie (Gestaltpsychologie) die Bedeutung der Empfindungen als Aufbauelemente der Wahrnehmung und Vorstellungen bestritten worden. Die Gestaltpsychologie vertritt die Auffassung, dass Empfindung und Wahrnehmung gemeinsam für die Bewusstseinsbildung verantwortlich seien und daher von größerer Bedeutung als die Summe beider Teile.

## Psychologie
Zwischen den Elementaristen bzw. Vertretern der Elementenpsychologie und Assoziationspsychologie einerseits und den Vertretern der Ganzheitspsychologie andererseits ist die Streitfrage aufgetreten, ob Empfindungen von Wahrnehmungen sicher abgegrenzt werden können. Die Aussage von Wilhelm Wundt diente hier als Ausgangspunkt, wonach Empfindung ein Element sei, Wahrnehmung dagegen aus Komplexen dieser Elemente bestehe. Dazu hat die Wahrnehmungstheorie eine Fülle weiterer Hypothesen aufgestellt.(a)

Persönlichkeitstypologie: Die hellen Zonen der Grafik symbolisieren die typische Einstellung des Empfindungstypus nach C.G. Jung als einer superioren Funktion. In der Grafik ist die habituelle Einstellung leicht zum „Pol des Denkens“ verschoben. Es soll damit angedeutet werden, dass es sich bei den Einstellungstypen häufig um Mischformen mit „benachbarten“ Grundfunktionen handelt. Hier im Beispiel besteht eine gewisse Tendenz zum „empirischen Denken“ (Mischform zwischen den Grundformen „Empfindung“ und „Denken“). Die dunkleren Zonen der Grafik repräsentieren zunächst die Hilfsfunktionen (hier: „Denken“ und „Fühlen“), die dunkelsten Zonen die inferioren Funktionen oder minderwertigen Funktionen (hier: „Intuieren“). Der hier in der Abbildung gewählte Mischtyp ist nach Jung als persönliche Tendenz zum Konkretismus zu verstehen.

C.G. Jung (1875–1961) sieht in der Empfindung eine von insgesamt vier psychologischen Grundfunktionen neben Denken, Fühlen und Intuieren. Er unterscheidet zwischen abstrakter Empfindung und sinnlicher oder konkreter Empfindung. Die abstrakte Empfindung sei insofern auch als ästhetisch zu bezeichnen, als sie sich von subjektiven Beimengungen von Gefühl und Gedanken absondert. Diese abstrakte Empfindung sei ein Produkt der funktionellen Differenzierung, insofern dabei auch der Wille als Richtungselement mitwirke. Die Empfindung charakterisiere sehr stark das Wesen des Kindes. Ein Mensch, der seine Gesamteinstellung nach dem Prinzip der Empfindung orientiert, wird von Jung als Persönlichkeit vom Empfindungstypus beschrieben.
Nach Jung weisen alle seelischen Grundfunktionen eine Gegensatzstruktur auf. Das Empfinden ist dem Intuieren und das Denken dem Fühlen entgegengesetzt. Als wesentlich für den Empfindungstypus wird von Jung die Bedeutung der sinnlichen Daten angesehen, der Sinn für die Realität und für die Berücksichtigung aller Einzelheiten einer Begebenheit. Empfinden und Intuieren werden als irrationale Funktionen angesehen, was besagt, dass die empfundenen oder intuierten Gegebenheiten nicht bewertet werden, wie dies im Gegensatz dazu beim Denken oder Fühlen sehr wohl der Fall ist. Beim Empfindungstypus wird den festgestellten eigenen Anschauungen kein Sinn verliehen. Die Dinge werden vielmehr so aufgenommen, „wie sie sind“. Im Gegensatz dazu erfassen Menschen, die dem Intuitionstypus zuzuordnen sind, die Gesamtstimmung, das Gesamtkolorit und den inneren Sinn eines Geschehens. Auch die übrigen psychologischen Grundfunktionen dienen als Einteilungsprinzipien für die Persönlichkeitstypologie nach Jung.
Hubert Rohracher (1903–1972) bezeichnet Empfindung als eine „nicht weiter auflösbare psychische Erscheinung, die durch äußere, auf die Sinnesorgane wirkende Reize erzeugt wird und in ihrer Intensität von der Reizstärke, in ihrer Qualität von der Art des Sinnesorgans abhängt“. Kontrovers wurde in der Vergangenheit die Unterscheidung zwischen Empfindung und Wahrnehmung angesehen. Hubert Rohracher und Wilhelm Wundt haben beide die Begriffe voneinander unterschieden. Sie standen damit allerdings im Gegensatz zur Gestaltpsychologie (siehe auch die oben im Kapitel Philosophie erwähnten erkenntnistheoretischen Auffassungen).
Versteht man unter Induktion ein intellektuelles Vorgehen, das darin besteht, über eine endliche Zahl gegebener Aussagen und Beobachtungen zu einem diese implizierenden Schluss zu kommen, so ist der Empfindungstypus zum induktiven Denken disponiert.(b)

## Neurophysiologie
Empfindung ist ein neuronaler Erregungserfolg und wird bei der Sinneswahrnehmung sozusagen „zuerst“ in den sensorischen primären Zentren des Gehirns wirksam, bevor er dann als spezifische Wahrnehmung in anderen sekundären und tertiären Zentren des Gehirns bewusst werden kann (gnostische Verarbeitung). Störungen der primären Zentren machen sich als kortikale Agnosien bemerkbar (so z. B. als Rindenblindheit). Empfindung ist daher an einen anatomisch zu beschreibenden Apparat gebunden. Dieser besteht aus Rezeptoren für die Reizaufnahme in den Sinnesorganen oder aus den zoenästetischen Apparaten und Organellen aus dem Körperinneren (viszerale Sensibilität) und den entsprechenden Nervenbahnen, die von dort zu den primären Hirnzentren verlaufen. Die Physiologie der Empfindung als biologisch organisierter Ablauf ist also wie folgt gegliedert:
1. Fortleitung eines neuronalen Reizes von den Rezeptoren der Sinnesorgane und teilweise auch denen der Enterozeption zu den sog. primären Projektionsfeldern des Gehirns
2. Abbildung dieser Reize auf den dazu vorgesehenen Rindenfeldern und Weiterleitung zu den sekundären und tertiären Rindenfeldern zur gnostischen Verarbeitung (bewussten Wahrnehmung)

Diesen prinzipiell zweigliedrigen Vorgang der Reizübertragung (1) in das zentrale Nervensystem und (2) die sich dort anschließende „Auswertung“ der übertragenen Informationen unterscheidet auch die englische Sprache mit dem Begriffspaar sensation und perception. Der Begriff von engl. sensation liegt also auch der deutschen Bedeutung von „Empfindung“ zugrunde. Empfindung wird streng sinnesphysiologisch als „das primäre unmittelbare psychische Korrelat einer Sinneserregung“ angesehen.(c) Aufgrund des Qualiaproblems ist allerdings keine exakte und hinreichende naturwissenschaftliche Begründung für Bewusstseinsphänomene zu erzielen, vgl. a. → Perzept. In der Philosophie hat man schon lange von Empfindung gesprochen, bevor die näheren physiologischen Einzeltatsachen überhaupt bekannt waren (siehe Kapitel Philosophie). Hier liegt somit eine rein rationale Einteilung vor, die unabhängig von anatomischen und physiologischen Forschungsergebnissen ist, ihnen aber nicht widerspricht (siehe auch: → Konvergenz). Dass Empfindungen eine Beziehung zu Bewusstseinsqualitäten haben, geht auch hervor aus Phänomenen fehlbezogener Empfindungen (referred sensations) bei sog. Phantomgliedern Amputierter. Sonst ist der Begriff Empfindung mit Sensibilität weitgehend synonym, wobei jedoch auf den Unterschied in der Bedeutung zwischen sensibel und sensorisch hinzuweisen ist (siehe auch: Topistische Hirnforschung). Sensitive und sensorielle Empfindung werden vielfach voneinander unterschieden. Der Schwerpunkt sensorieller Empfindung liegt bei der Außenwelt, derjenige der sensitiven Empfindung im eigenen Körper. Der Gebrauch des Begriffs „Empfindung“ in einem neurophysiologisch definierten Sinne schließt nicht aus, dass dieser nicht nur in der wissenschaftlichen Formalsprache, sondern auch in der Umgangssprache eine aktuelle oder zurückliegende Bedeutungsgeschichte aufzeigt.

## Psychopathologie
Als Störung des Empfindens bezeichnet Karl Jaspers (1883–1969) bestimmte Anomalien des Gegenstandsbewusstseins, die als Veränderungen der Wahrnehmungsfähigkeit aufgefasst werden können. Hier sind zunächst Intensitäts- und Qualitätsveränderungen sowie abnorme Mitempfindungen als Wahrnehmungsanomalien zu unterscheiden. Diese Störungen können sich auch als Anomalien der Gefühle und Gemütszustände oder als Störung psychosomatischer Grundtatsachen bemerkbar machen:
1. Bei Intensitätssteigerung der Empfindungen (Hyperästhesie) werden alle Töne lauter gehört und alle Farben leuchtender gesehen. Man nennt sie auch quantitative Empfindungsstörungen. Solche Steigerungen der Intensität gibt es nicht nur bei gesteigertem Lebensgefühl, sondern insbesondere auch bei Delirien, Vergiftungen, vor epileptischen Anfällen. Auch die Hyperalgesie ist dazu zu rechnen. – Intensitätsminderungen (Hypästhesien) kommen in hypnotischen Zuständen, Hysterie oder bei heftiger affektiver Erregung in kämpferischen Auseinandersetzungen vor (Soldaten in der Schlacht).
2. Qualitätsverschiebungen der Empfindungen (Parästhesien) nennt man dementsprechend auch qualitative Empfindungsstörungen. Sie liegen bspw. vor, wenn weiße Seiten eines Buchs rot aussehen, die schwarzen Buchstaben grün. Ähnliche Störungen wurden im beginnenden Meskalinrausch beschrieben.
3. Abnorme Mitempfindungen sind beim Hören von Geräuschen körperlich-mechanisch empfundene Schläge. Sie sind nach Jaspers von der sog. Synopsie oder audition colorée zu unterscheiden. Hierbei bewirkt das Hören von Tönen die Assoziation einer Farbe.
4. Abnorme sinnliche Gefühle sind nach Jaspers ebenfalls als Störung des Gegenstandsbewusstseins aufzufassen, insofern als mit einem intentionalen Akt – nämlich mit einem Akt des Bedeutungsbewusstseins – versehene Gedanken (Denkakte) irrtümlich als mit Empfindungsqualitäten ausgestattete Sensationen interpretiert werden. So wird bspw. das Anfassen von hölzernen Bleistiften in abnormer Weise als verbrennendes Durchziehen aller Glieder verspürt. Das subjektiv empfundene Leibgeschehen wird auch als Zönästhesie bezeichnet und stellt eine psychosomatische Grundtatsache dar. Eine zuverlässige Koinzidenz mit den objektiv durch den fremden Beobachter sichtbaren Symptomen besteht nach Jaspers selten.